# Ligat ha'Al (baloncesto) 2013-14
La Ligat ha'Al 2013-14 fue la edición número 60 de la Ligat ha'Al, la máxima competición de baloncesto de Israel. La temporada regular comenzó el 13 de octubre de 2013 y acabó el 11 de junio de 2014. El campeón fue el Maccabi Tel Aviv, que lograba su quincuagésimo primer título, mientras que el Barak Netanya descendió a la Liga Leumit.

## Equipos Temporada 2013/14
| Equipo                | Ciudad        | Estadio                | Capacidad |
| --------------------- | ------------- | ---------------------- | --------- |
| Barak Netanya         | Netanya       | Yeshurun               | 1,000     |
| Bnei Herzliya         | Herzliya      | HaYovel Herzliya       | 1,500     |
| Hapoel Eilat          | Eilat         | Begin Arena            | 1,490     |
| Hapoel Gilboa Galil   | Gan Ner       | Gan Ner Sports Hall    | 2,100     |
| Hapoel Holon          | Holon         | Holon Toto Hall        | 5,400     |
| Hapoel Jerusalem      | Jerusalén     | Jerusalem Payis Arena  | 11,000    |
| Hapoel Tel Aviv       | Tel Aviv      | Drive in Arena         | 3,504     |
| Ironi Nes Ziona       | Nes Ziona     | Lev Hamoshava          | 1,300     |
| Maccabi Ashdod        | Ashdod        | HaKiriya Arena         | 2,200     |
| Maccabi Haifa         | Haifa         | Romema Arena           | 5,000     |
| Maccabi Rishon LeZion | Rishon LeZion | Beit Maccabi Rishon    | 2,500     |
| Maccabi Tel Aviv      | Tel Aviv      | Menora Mivtachim Arena | 10,383    |

## Resultados

### Temporada regular
|     | Equipo                | PJ | G  | P  | PF   | PC   | Dp   | Pts |
| --- | --------------------- | -- | -- | -- | ---- | ---- | ---- | --- |
| 1.  | Maccabi Tel Aviv      | 28 | 22 | 6  | 2275 | 2089 | +186 | 50  |
| 2.  | Hapoel Jerusalem      | 28 | 21 | 7  | 2328 | 2162 | +166 | 49  |
| 3.  | Maccabi Haifa         | 28 | 18 | 10 | 2290 | 2167 | +123 | 46  |
| 4.  | Hapoel Tel Aviv       | 28 | 15 | 13 | 2202 | 2206 | -4   | 43  |
| 5.  | Hapoel Eilat          | 29 | 18 | 11 | 2308 | 2261 | +47  | 47  |
| 6.  | Ironi Nes Ziona       | 29 | 16 | 13 | 2344 | 2295 | +49  | 45  |
| 7.  | Hapoel Holon          | 29 | 15 | 14 | 2290 | 2206 | +84  | 44  |
| 8.  | Hapoel Gilboa Galil   | 29 | 14 | 15 | 2187 | 2205 | -18  | 43  |
| 9.  | Barak Netanya         | 29 | 9  | 20 | 2140 | 2352 | -212 | 38  |
| 10. | Maccabi Rishon LeZion | 29 | 9  | 20 | 2153 | 2314 | -161 | 38  |
| 11. | Bnei Herzliya         | 29 | 8  | 21 | 2296 | 2366 | -70  | 37  |
| 12. | Maccabi Ashdod        | 29 | 7  | 22 | 2214 | 2404 | -190 | 36  |

|  | Clasificados para Playoffs                             |
|  | Clasificados para Playoffs tras 2ª fase                |
|  | Descendido a Liga Leumit debido a problemas económicos |

### Playoffs
|  | Cuartos de final | Cuartos de final    | Cuartos de final |               |     | Semifinales      | Semifinales | Semifinales |  |   | Final            | Final | Final |  |
|  |                  |                     |                  |               |     |                  |             |             |  |   |                  |       |       |  |
|  |                  |                     |                  |               |     |                  |             |             |  |   |                  |       |       |  |
|  | 1                | Maccabi Tel Aviv    | 3                |               |     |                  |             |             |  |   |                  |       |       |  |
|  | 1                | Maccabi Tel Aviv    | 3                |               |     |                  |             |             |  |   |                  |       |       |  |
|  | 8                | Hapoel Gilboa Galil | 1                |               |     |                  |             |             |  |   |                  |       |       |  |
|  | 8                | Hapoel Gilboa Galil | 1                |               | 1   | Maccabi Tel Aviv | 3           |             |  |   |                  |       |       |  |
|  |                  |                     |                  |               | 1   | Maccabi Tel Aviv | 3           |             |  |   |                  |       |       |  |
|  |                  |                     | 5                | Hapoel Eilat  | 1   |                  |             |             |  |   |                  |       |       |  |
|  | 4                | Hapoel Tel Aviv     | 5                | Hapoel Eilat  | 1   | 1                |             |             |  |   |                  |       |       |  |
|  | 4                | Hapoel Tel Aviv     |                  |               |     |                  |             |             |  |   |                  |       |       |  |
|  | 5                | Hapoel Eilat        | 3                |               |     |                  |             |             |  |   |                  |       |       |  |
|  | 5                | Hapoel Eilat        | 3                |               |     |                  |             |             |  | 1 | Maccabi Tel Aviv | 163   |       |  |
|  |                  |                     |                  |               |     |                  |             |             |  | 1 | Maccabi Tel Aviv | 163   |       |  |
|  |                  |                     | 3                | Maccabi Haifa | 161 |                  |             |             |  |   |                  |       |       |  |
|  | 2                | Hapoel Jerusalem    | 3                | Maccabi Haifa | 161 | 3                |             |             |  |   |                  |       |       |  |
|  | 2                | Hapoel Jerusalem    |                  |               |     |                  |             |             |  |   |                  |       |       |  |
|  | 7                | Hapoel Holon        | 1                |               |     |                  |             |             |  |   |                  |       |       |  |
|  | 7                | Hapoel Holon        | 1                |               | 2   | Hapoel Jerusalem | 1           |             |  |   |                  |       |       |  |
|  |                  |                     |                  |               | 2   | Hapoel Jerusalem | 1           |             |  |   |                  |       |       |  |
|  |                  |                     | 3                | Maccabi Haifa | 3   |                  |             |             |  |   |                  |       |       |  |
|  | 3                | Maccabi Haifa       | 3                | Maccabi Haifa | 3   | 3                |             |             |  |   |                  |       |       |  |
|  | 3                | Maccabi Haifa       |                  |               |     |                  |             |             |  |   |                  |       |       |  |
|  | 6                | Ironi Nes Ziona     | 2                |               |     |                  |             |             |  |   |                  |       |       |  |
|  | 6                | Ironi Nes Ziona     | 2                |               |     |                  |             |             |  |   |                  |       |       |  |
|  |                  |                     |                  |               |     |                  |             |             |  |   |                  |       |       |  |

#### Cuartos de final
Los cuartos de final se jugaron al mejor de 5 partidos. El equipo con mejor posición al término de la temporada regular acogería los partidos 1,3 y 5 (si fueran necesarios), mientras que el equipo peor clasificado lo haría con los partidos 2 y 4.
| Equipo #1            | Final | Equipo #2               | Partido 1 1–3 de mayo | Partido 2 7–8 de mayo | Partido 3 10–12 de mayo | Partido 4 12–15 de mayo | Partido 5 19 de mayo |
| -------------------- | ----- | ----------------------- | --------------------- | --------------------- | ----------------------- | ----------------------- | -------------------- |
| Maccabi Tel Aviv (1) | 3-1   | (8) Hapoel Gilboa Galil | 99-93                 | 71-75                 | 93-67                   | 94-65                   |                      |
| Hapoel Jerusalem (2) | 3-1   | (7) Hapoel Holon        | 89-83                 | 75-79                 | 85-79                   | 75-74                   |                      |
| Maccabi Haifa (3)    | 3-2   | (6) Ironi Nes Ziona     | 78-67                 | 59-79                 | 88-71                   | 65-92                   | 68-67 (Pr.)          |
| Hapoel Tel Aviv (4)  | 1-3   | (5) Hapoel Eilat        | 82-98                 | 68-87                 | 98-77                   | 83-73                   |                      |

#### Semifinales
Las semifinales se jugaron al mejor de 5 partidos. El equipo con mejor posición al término de la temporada regular acogería los partidos 1,3 y 5 (si fueran necesarios), mientras que el equipo peor clasificado lo haría con los partidos 2 y 4.
| Equipo #1            | Final | Equipo #2         | Partido 1 22 de mayo | Partido 2 25 de mayo | Partido 3 29 de mayo | Partido 4 1 de junio | Partido 5 5 de junio |
| -------------------- | ----- | ----------------- | -------------------- | -------------------- | -------------------- | -------------------- | -------------------- |
| Maccabi Tel Aviv (1) | 3-1   | (5) Hapoel Eilat  | 90-72                | 71-81                | 97-75                | 100-96 (OT)          |                      |
| Hapoel Jerusalem (2) | 1-3   | (3) Maccabi Haifa | 79-107               | 70-82                | 70-63                | 68-90                |                      |

#### Finales
Las series finales se jugaron en formato de partido ida y vuelta, acumulándose los marcadores para determinar el campeón, por lo que fue válido el empate en uno de los partidos en caso de que se hubiera producido.
| Equipo #1         | Final   | Equipo #2            | Partido 1 8 de junio | Partido 2 11 de junio |
| ----------------- | ------- | -------------------- | -------------------- | --------------------- |
| Maccabi Haifa (3) | 161–163 | (1) Maccabi Tel Aviv | 77–81                | 84–82                 |

#### Partido 1
| 8 de junio de 2014 | Maccabi Haifa                         | 77–81                                 | Maccabi Tel Aviv                          |                                                              |  |
| 20:45              | Parciales: 19-27, 18-20, 25-22, 15-12 | Parciales: 19-27, 18-20, 25-22, 15-12 | Parciales: 19-27, 18-20, 25-22, 15-12     |                                                              |  |
|                    | Estadísticas Smith 29 Smith 8 Smith 8 | Reporte Pts Reb Asts                  | Estadísticas Rice 30 Smith, Tyus 5 Rice 7 | Pabellón: Romema Arena, Haifa Asistencia: 5,000 espectadores |  |

#### Partido 2
| 11 de junio de 2014 | Maccabi Tel Aviv                                            | 82–84                                                       | Maccabi Haifa                                               |                                                                 |  |
| 20:45               | Parciales: 18 - 17, 20 - 20, 15 - 22, 22 - 20 (T.E.: 7 - 5) | Parciales: 18 - 17, 20 - 20, 15 - 22, 22 - 20 (T.E.: 7 - 5) | Parciales: 18 - 17, 20 - 20, 15 - 22, 22 - 20 (T.E.: 7 - 5) |                                                                 |  |
|                     | Estadísticas Hickman 22 Tyus 9 Hickman, Rice 4              | Reporte Pts Reb Asts                                        | Estadísticas Smith 29 Smith 13 Smith 6                      | Pabellón: Nokia Arena, Tel Aviv Asistencia: 11,700 espectadores |  |

## Estadísticas individuales[1]

### Valoración
| Puesto | Nombre          | Equipo          | Partidos | Val. |
| ------ | --------------- | --------------- | -------- | ---- |
| 1.     | Donta Smith     | Maccabi Haifa   | 28       | 25.5 |
| 2.     | Diamon Simpson  | Ironi Nes Ziona | 22       | 22.8 |
| 3.     | Tyler Honeycutt | Ironi Nes Ziona | 24       | 22.1 |

### Puntos
| Puesto | Nombre         | Equipo          | Partidos | PPP  |
| ------ | -------------- | --------------- | -------- | ---- |
| 1.     | Carlon Brown   | Hapoel Tel Aviv | 28       | 19.6 |
| 2.     | Dawan Robinson | Barak Netanya   | 24       | 19.3 |
| 3.     | Raviv Limonad  | Hapoel Tel Aviv | 23       | 18.8 |

### Rebotes
| Puesto | Nombre          | Equipo          | Partidos | RPP |
| ------ | --------------- | --------------- | -------- | --- |
| 1.     | Marcus Dove     | Maccabi Ashdod  | 29       | 9.5 |
| 2.     | Tyler Honeycutt | Ironi Nes Ziona | 24       | 9.3 |
| 3.     | Rashaun Freeman | Barak Netanya   | 29       | 8.8 |

### Asistencias
| Puesto | Nombre         | Equipo           | Partidos | APP |
| ------ | -------------- | ---------------- | -------- | --- |
| 1.     | Meir Tapiro    | Ironi Nes Ziona  | 29       | 6.6 |
| 2.     | Donta Smith    | Maccabi Haifa    | 28       | 6.2 |
| 3.     | Derwin Kitchen | Hapoel Jerusalem | 27       | 5.9 |

## Galardones

### MVP de la temporada regular
- Donta Smith (Maccabi Haifa)

### Mejor quinteto de la Ligat ha'Al
- Raviv Limonad (Hapoel Tel Aviv)
- Kevin Palmer (Hapoel Eilat)
- Donta Smith (Maccabi Haifa)
- Josh Duncan (Hapoel Jerusalem)
- Alex Tyus (Maccabi Tel Aviv)

### Entrenador del Año
- David Blatt (Maccabi Tel Aviv)

### Estrella emergente
- Aviram Zelekovits (Bnei Herzliya)
- Oz Blayzer (Bnei Herzliya)

### Mejor defensor
- Brian Randle (Maccabi Haifa)

### Jugador más mejorado
- Shawn Dawson (Maccabi Rishon LeZion)

### Mejor sexto hombre
- David Blu (Maccabi Tel Aviv)

### Galardones mensuales
| Mes       | Mejor jugador Mejor entrenador | Equipo           | Puntos por partido G-P |
| --------- | ------------------------------ | ---------------- | ---------------------- |
| Octubre   | Raviv Limonad                  | Hapoel Tel Aviv  | 20.3                   |
| Octubre   | Nadav Zilberstein              | Ironi Nes Ziona  | 2-1                    |
| Noviembre | Donta Smith                    | Maccabi Haifa    | 18.3                   |
| Noviembre | Danny Franco                   | Maccabi Haifa    | 4-1                    |
| Diciembre | Carlon Brown                   | Hapoel Tel Aviv  | 19.4                   |
| Diciembre | Erez Edelstein                 | Hapoel Tel Aviv  | 4-0                    |
| Enero     | Lior Eliyahu                   | Hapoel Jerusalem | 19.5                   |
| Enero     | Brad Greenberg                 | Hapoel Jerusalem | 4-0                    |
| Febrero   | Devin Smith                    | Maccabi Tel Aviv | 24                     |
| Febrero   | David Blatt                    | Maccabi Tel Aviv | 3-0                    |
| Marzo     | Josh Duncan                    | Hapoel Jerusalem | 15.6                   |
| Marzo     | Brad Greenberg                 | Hapoel Jerusalem | 4-1                    |
| Abril     | Donta Smith                    | Maccabi Haifa    | 15.3                   |
| Abril     | David Blatt                    | Maccabi Tel Aviv | 3-0                    |